# Tully Mountain SAC
Tully Mountain SAC este o arie protejată (arie specială de conservare — SAC, sit de importanță comunitară — SCI) din Irlanda întinsă pe o suprafață de 478,91 ha, integral pe uscat.

## Localizare
Centrul sitului Tully Mountain SAC este situat la coordonatele 53°35′12″N 10°00′56″W / 53.586762°N 10.015457°V.

## Înființare
Situl Tully Mountain SAC a fost declarat sit de importanță comunitară în august 1997 pentru a proteja un număr necunoscut de specii din flora spontană și fauna sălbatică aflate în arealul zonei. Situl a fost protejat și ca arie specială de conservare în iunie 2017.

## Biodiversitate
Situată în ecoregiunea atlantică, aria protejată conține 4 habitate naturale: Ape oligotrofe din câmpii nisipoase, cu un conținut foarte redus de minerale (Littorelletalia uniflorae), Pajiști uscate europene, Pajiști alpine și boreale, Turbării de acoperire (* exclusiv pentru turbării active).
La baza desemnării sitului se află un număr nedeclarat de specii protejate.